# Paspartu

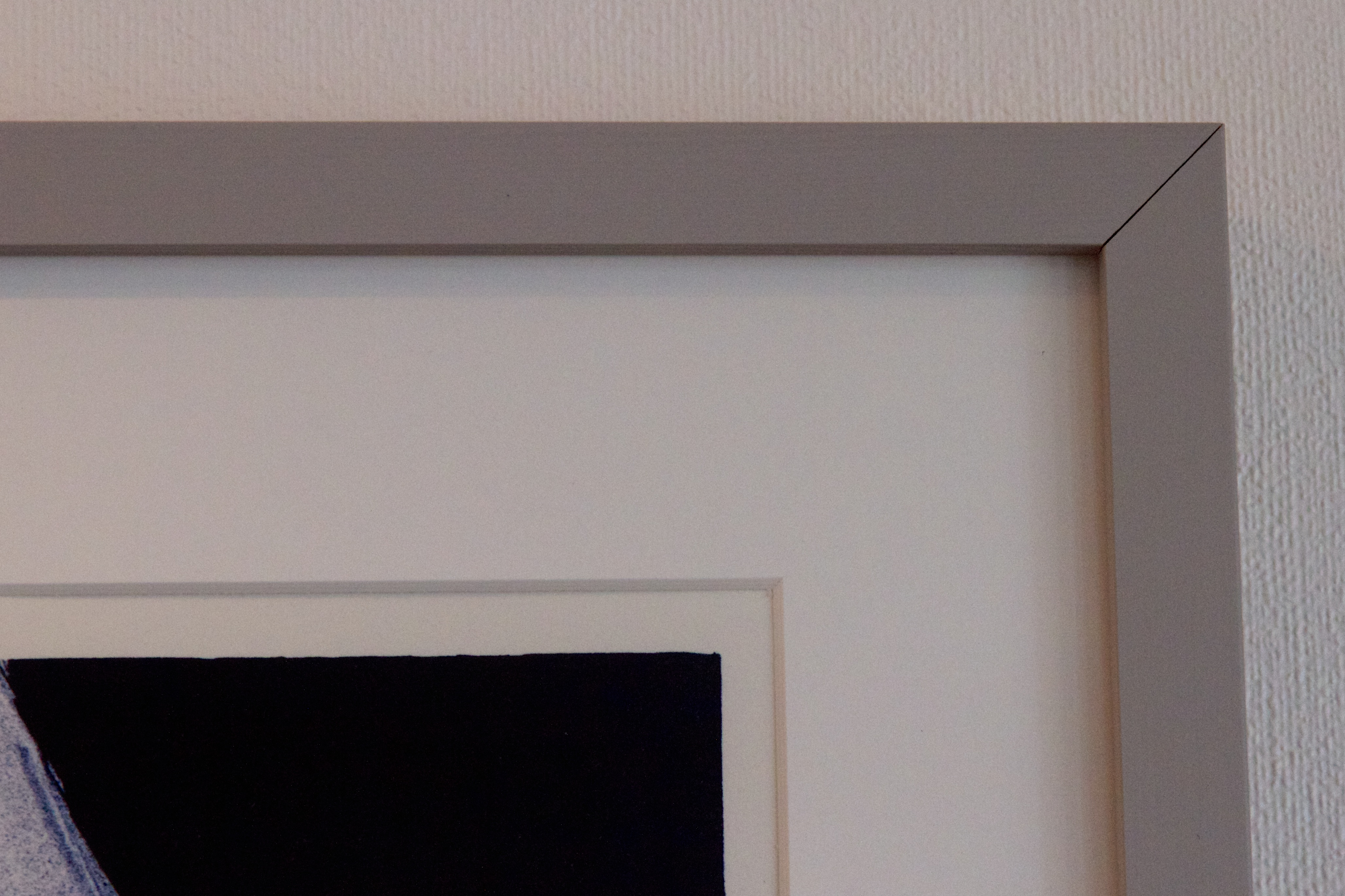
Un paspartu, plasat între ilustrație și ramă, protejează imaginea și îi schimbă aspectul vizual.

Paspartu este termenul franțuzesc pentru un suport, o hârtie sau, adesea, o foaie de carton cu o tăietură, care este plasat sau plasată sub sticla dintr-o ramă de tablou. O imagine (o fotografie sau o tipăritură, desen etc.) este așezată dedesubtul ei, fiind bordată de către tăietură. Paspartuul servește două scopuri: în primul rând, pentru a împiedica atingerea, de către sticlă, a imaginii și, în al doilea rând, pentru a încadra imaginea și a spori atracția sau efectul său vizual. Tăietura din paspartu este, de obicei, teșită, pentru a evita aruncarea de umbre pe tablou. Cuvântul poate fi folosit și pentru banda adezivă folosită la lipirea spatelui tabloului de rama sa. În limba română, se utilizează și termenul de „montură”.